# Haft Shahīdān
Haft Shahīdān (persiska: هفت شهیدان) är en ort i Iran.   Den ligger i provinsen Khuzestan, i den centrala delen av landet, 500 km sydväst om huvudstaden Teheran. Haft Shahīdān ligger 368 meter över havet och antalet invånare är 395.
Terrängen runt Haft Shahīdān är huvudsakligen kuperad, men den allra närmaste omgivningen är platt. Runt Haft Shahīdān är det ganska tätbefolkat, med 54 invånare per kvadratkilometer. Närmaste större samhälle är Dasht-e Bozorg, 13,4 km väster om Haft Shahīdān. Omgivningarna runt Haft Shahīdān är i huvudsak ett öppet busklandskap.